# Wiązownica-Kolonia
Wiązownica-Kolonia – kolonia w Polsce położona w województwie świętokrzyskim, w powiecie staszowskim, w gminie Staszów. Wieś stanowi sołectwo.
Wieś jest siedzibą parafii św. Michała Archanioła w Wiązownicy-Kolonii.

## Współczesne części kolonii
Poniżej w tabeli 1 integralne części kolonii Wiązownica-Kolonia
Tabela 1. Integralne części wsi Wiązownica-Kolonia
| SIMC    | Nazwa       | Rodzaj        |
| ------- | ----------- | ------------- |
| 1019361 | Browary     | część kolonii |
| 1019384 | Granicznik  | część kolonii |
| 1019390 | Grobla      | część kolonii |
| 1019444 | Kopanina    | część kolonii |
| 1019496 | Wronia Góra | część koloni  |

## Dawne części wsi – obiekty fizjograficzne
W latach 70. XX wieku przyporządkowano i opracowano spis lokalnych części integralnych dla Wiązownicy-Kolonii zawarty w tabeli 2.

| Nazwa wsi — miasta    | Nazwy części wsi — miasta | Nazwy obiektów fizjograficznych — charakter obiektu |
| --------------------- | --- | --- |
| I. Gromada WIĄZOWNICA | | |
| 1. Wiązownica-Kolonia | 1. Browary 2. Dzięki 3. Granicznik 4. Grobla 5. Kopanina 6. Pod Kościołem 7. Podgórze 8. Poręby 9. Trześnie 10. Wronia Góra 11. Zamłynie 12. Zborniak | 1. Babia Góra — las 2. Browary — pole 3. Górecki Las — las 4. Granicznik — pole 5. Grobla — pole 6. Fajgówka — pole, łąka 7. Klimontówka — droga 8. Kopanina — pole 9. Kościelne — pole 10. Las Nawodzki — las 11. Pod Czarnym Lasem — pole 12. Podgórze — pole 13. Podlesie — pole 14. Poręby — pole 15. Rządowy Las — las 16. Secemin — las 17. Siedliska — wzniesienie 18. Trześnie — pole 19. Wronia Góra — pole 20. Wulakowa Góra — pole, wzniesie- nie 21. Za Wąwozem — pole 22. Zamłynie — pole 23. Zborniak — pole |

## Przynależność i podział administracyjny
W latach 1867–1954 Wiązownica znajdowała się w granicach administracyjnych gminy Osiek i dzieliła się wówczas na: Wiązownicę (osadę młyńską), Wiązownicę Małą (wieś) i następujące kolonie: Wiązownicę-Majorat, Wiązownicę Poduchowną oraz Wiązownicę Sołectwo. W granicach obecnej gminy Staszów znajduje się od 1 stycznia 1973 roku, po reaktywacji gmin w miejsce gromad. W latach 1975–1998 miejscowość administracyjnie należała do województwa tarnobrzeskiego, a od 1999 r. do województwa świętokrzyskiego i powiatu staszowskiego.

## Warunki naturalne
Przez miejscowość przepływa rzeka Kacanka, prawostronny dopływ Koprzywianki.

## Historia
Pierwsze udokumentowane wzmianki o miejscowości pochodzą z XIII wieku (1255 r.), kiedy to książę Bolesław V Wstydliwy w swoim dyplomie stwierdza, że wybudował w Zawichoście klasztor i szpital dla ubogich, który uposaża we włości i dochody z wsi królewskich, w tym z Wiązownicy. Następnym dokumentem potwierdzającym jest „Wezounice que nuns ostrow dicitur”, w którym to Wiązownica zostaje nadana klasztorowi franciszkanów w Zawichoście. Za czasów Jana Długosza jest wsią królewską z kościołem pw. św. Michała Archanioła i plebanem Janem Robociczem herbu pierścień. We wsi był zagrodnik i sołtys, należało do niej 45 łanów kmiecych, działały 2 karczmy. Nad rzeką stały dwa młyny: jeden królewski z łanem ziemi, drugi sołtysa dający dziesięcinę plebanowi.
W 1578 roku wieś liczyła 34 osady, 35 łanów, 1 chałupę, 4 ubogich osadników i 2 rzemieślników. W latach 1597–1602 dzierżawcą królewskiej wsi był wojewoda poznański starosta sandomierski Hieronim Gostomski. Ówczesny pleban Tomasz Starorząbski skierował na niego skargę do króla Zygmunta III za zaleganie w dawaniu dziesięcin i innych krzywd. Od końca XVII wieku następował powolny upadek gospodarczy wioski, o czym mówi rozporządzenie w sprawie kościołów parafialnych: filii strzegomskiej i parafii Wiązownica, wydane przez ks. S.K. Sadowskiego po wizytacji w roku 1694. W 1706 roku dzierżawcą dóbr królewskich, w tym Wiązownicy, zostaje Samuel Nahorecki, starosta kotelnicki, rotmistrz królewski. Kardynał Jan Aleksander Lipski w roku 1741 afiliował parafię Wiązownica do parafii św. Bartłomieja w Stradowie. W roku 1817 kościół podparto wewnątrz słupami, a nabożeństwa odprawiano w domurowanej do kościoła zakrystii. Kościół spalił się w 1820 r. od uderzenia pioruna. Przez kolejne 25 lat nabożeństwa odprawiano w szopie. Dopiero w 1844 roku, na gruntach należących do folwarku Dzięki, wybudowano nowy budynek świątyni i nową plebanię.
Po utracie przez Polskę niepodległości wieś Wiązownica znalazła się w zaborze rosyjskim, majoracie osieckim. Na mocy postanowienia cara Mikołaja I z dnia 4/16 października 1835 roku ziemie te otrzymał w nagrodę zasług senator i generał intendent armii paskiewiczowskiej Wasilij Pogodin (Василий Васильевич Погодин). Sam będąc wyznania prawosławnego, zaangażował się w zbudowanie kościółka w Osieku i Wiązownicy. W roku 1846 Pogodin wybudował okazały eklektyczny pałac „Dzięki” na swoją siedzibę.
W roku 1912 staraniem ks. Wł. Kłosińskiego architekt radomski Zygmunt Słomiński, późniejszy prezydent Warszawy, przygotował plan powiększenia kościoła. Zakończenie rozbudowy świątyni nastąpiło w 1924 roku.
Po zakończeniu I wojny światowej pałac „Dzięki” jako własność skarbu państwa przeznaczono na potrzeby odbudowywanej administracji Rzeczypospolitej. Ostatni remont pałacu przeprowadzono w 1943 roku. Po II wojnie światowej pałac był siedzibą nadleśnictwa, będąc własnością Lubelskiej Dyrekcji Lasów Państwowych. Umiejscowiono tam też ośrodek zdrowia, bibliotekę i pocztę, a w pewnym okresie siedzibę Gromadzkiej Rady Narodowej.
W roku 1966 zelektryfikowano miejscowość, a także oddano do użytku nowy budynek Wiejskiego Ośrodka Zdrowia. We wsi działa drużyna piłkarska Leśnik.

### Kalendarium
- 1255 – 18 kwietnia Bolesław V Wstydliwy uposaża klasztor i szpital dla ubogich w Zawichoście dochodami z wsi królewskich, w tym Wiązownicy[21].
- 1257 – Wiązownica zostaje ofiarowana franciszkanom z Zawichostu przez króla Bolesława Wstydliwego. (Dokument z roku 1257: „Wezownice que nunc ostrów dictum”[22]
- 1262 – 2 marca Bolesław Wstydliwy uposaża dobrami klasztor Klarysek w Skale, wśród nich jest wieś Wiązownica[23].
- 1411 – pierwsze wzmianki o istnieniu kościoła pw. św. Michała Archanioła[24].
- 1440 – Wiązownica należy do dóbr królewskich i zostaje wymieniona w dziele „Liber Beneficjorum Dioecesis Cracoviensis” Jana Długosza[25].
- 1442 – ustanowienie dziesięciny na rzecz probostwa w Koniemłotach[26].
- 1470 – kolejne poświadczenie o istnieniu świątyni w Wiązownicy[27].
- 1529 – ustalono źródła dochodów kościoła parafialnego w Wiązownicy[28].
- 1543 – Król Zygmunt Stary zezwolił Jakubowi Glibowi na wykupienie z rąk Mateusza Koczki młyna we wsi Wiązownica, należącego do miasta Osiek[29].
- 1596 – 3 września napomnienie królewskie dotyczące naprawy ogrodzenia cmentarza parafialnego[30].
- 1597 – administratorem dóbr królewskich zostaje Hieronim Gostomski herbu Nałęcz, starosta sandomierski, wojewoda poznański[31].
- 1598 – powstaje dekanat połaniecki, do którego należy parafia Wiązownica[32].
- 1602 – pierwsza wzmianka o istnieniu szkoły parafialnej (wizytacja bp. B. Maciejewskiego). Wizytację przeprowadził w imieniu biskupa archidiakon sandomierski Marcin Wróblewski, kierownikiem szkoły był wówczas Jan ze Stopnicy[33].
- 1602 – 6 czerwca skarga do króla na wojewodę Gostomskiego, złożona przez proboszcza T. Starorzębskiego, w sprawie zaległości w dawaniu dziesięcin i innych krzywd[34].
- 1609 – dnia 20 grudnia biskup Piotr Tylicki dołączył kościół i parafię w Strzegomiu do parafii Wiązownica, w dekanacie Połanieckim, diecezji Krakowskiej[35].
- 1617 – wizytacja bp. M. Szyszkowskiego potwierdza istnienie szkoły parafialnej ze scholarką Cyprianem. Wizytację w imieniu biskupa przeprowadził oficjał radomski Wojciech Gniewosz[36].
- 1685 – 15 kwietnia skradziono naczynia liturgiczne z kościoła. Dnia 25 września tegoż roku kościół powtórnie został okradziony[37].
- 1694 – protokół powizytacyjny ks. Prot. Apost. Sadowskiego o złym stanie świątyni i zalecenie remontu[38].
- 1703 – król August II przedstawia na probostwo królewskie w Wiązownicy i Strzegomiu ks. Jana Franciszka Kalisza, późniejszego oficjała sandomierskiego[39].
- 1706 – dzierżawcą dóbr królewskich (w tym Wiązownicy), został Samuel Nahorecki, starosta kotelnicki, rotmistrz królewski[40].
- 1715 – ks. Sebastian Dębicki skarży pod sąd królewski Jakuba Słowikowskiego za nocny napad na plebanię[41].
- 1749 – dzierżawcą dóbr królewskich jest Jan Hofman, a Stanisław Tymiński, podczaszy Pilzneński Kapitan wojsk królewskich, dzierżawcą traktu osieckiego[42].
- 1760 – ufundowanie przez księży (ks. Kaczmarczyk, Zieliński i Wysokiński) monstrancji dla świątyni[43].
- 1783 – dobudowanie zakrystii z lewej strony kościoła[44].
- 1807 – parafia Wiązownica znajduje się w dekanacie staszowskim, diecezji kieleckiej[43].
- 1817 – zły stan techniczny kościoła doprowadził do jego zapieczętowania i zamknięcia[43].
- 1818 – parafia Wiązownica znajduje się w dekanacie staszowskim diecezji sandomierskiej[44].
- 1835 – wieś Wiązownica wchodzi w skład majoratu osieckiego i należy do senatora Wasylija Pogodina[18].
- 1844 – rozpoczęto budowę kościoła na dobrach osady Dzięki[45].
- 1847 – budowa pałacu Dzięki[46].
- 1848 – budowa plebanii[47].
- 1851 – poświęcenie cmentarza parafialnego[48].
- 1863 – śmierć senatora Pogodina, który został pochowany na cmentarzu parafialnym w Wiązownicy[49].
- 1865 – Aleksandra i Aleksander Pietrow fundują tzw. mały dzwon do dzwonnicy, odlany w Warszawie[47].
- 1862 – powstaje szkółka parafialna z nauczycielem Janem Wojtaszkiem z Bukowej[50].
- 1867 – parafia Wiązownica znajduje się w dekanacie sandomierskim diecezji sandomierskiej[51].
- 1905 – powstaje jednoklasowa szkoła powszechna w prywatnym domu Andrzeja Mazura[52].

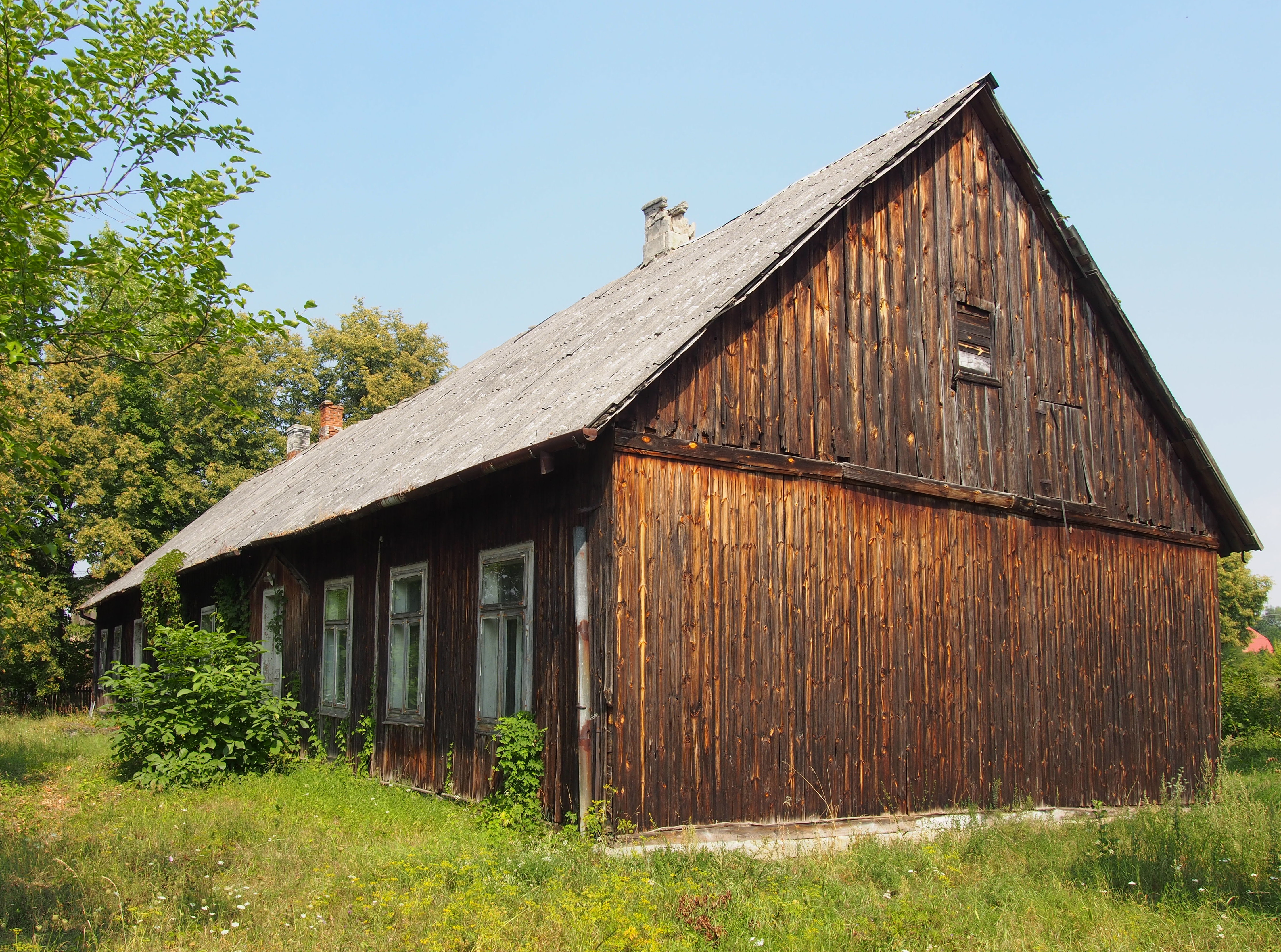
Budynek szkoły w 2015 r.

- 1909 – wybudowano budynek przeznaczony na szkołę powszechną[53].
- 1912 – Pietrowowie oddają część posiadłości okolicznym chłopom i Żydom w tzw. administrowanie[54].
- 1912 – staraniem ks. Wł. Kłosińskiego architekt radomski, Zygmunt Słomiński, przygotował plan rozbudowy kościoła w Wiązownicy[55].
- 1914 – wybuch I wojny światowej i ucieczka Pietrowów w głąb Rosji[56].
- 1919 –  w Wiązownicy na tle ekonomicznym doszło do krwawych starć mieszkańców wsi z policją. W tej sprawie poseł Antoni Pączek 27 stycznia złożył nawet interpelację w sejmie[57].
- 1921 – na podstawie spisu Wiązownica dzieliła się na Wiązownicę osadę młyńską i kolonie Wiązownicę majorat, Wiązownicę Poduchowną, Wiązownicę sołectwo[58].
- 1923 – 16 stycznia utworzenie Nadleśnictwa Sandomierz obręb Klimontów z siedzibą w majątku „Dzięki”[59].
- 1924 – 23 maja konsekracja nowo rozbudowanej świątyni przez ks. bp. Pawła Kubickiego, oraz trzech ołtarzy[60].
- 1934 – 1 sierpnia – parafia Wiązownica w dekanacie koprzywnickim diecezji sandomierskiej[61].
- 1936 – kierownikiem szkoły w Wiązownicy zostaje Józef Stępniewski[62].
- 1938 – dokonano rozbudowy budynku szkolnego o dwie sale lekcyjne[63].
- 1943 – remont pałacu Dzięki[64].
- 1943 – 11 marca Niemcy aresztowali i rozstrzelali w Wiązownicy Dziękach trzech pracowników nadleśnictwa[65].
- 1950 – otwarto Urząd Pocztowy i sklep spożywczy[66].
- 1954 – wpisano do rejestru pomników przyrody ożywionej Wojewódzkiego Konserwatora Przyrody pod nr 685 dąb szypułkowy w parku Dzięki[67].
- 1956 – powstał punkt felczerski z siedzibą w Dziękach[68].
- 1958 – w dniu 1 września uruchomiono przedszkole w prywatnym domu państwa Lipców w Wiązownicy Małej – pierwszym kierownikiem zostaje Jadwiga Kaczmarczyk[68].
- 1964 – otwarto Szkołę Przysposobienia Rolniczego w Wiązownicy Kolonii[69].
- 1966 – elektryfikacja wsi Wiązownica Kolonia[70].
- 1966 – oddano do użytku Wiejski Ośrodek Zdrowia w Wiązownicy Kolonii[71].
- 1968 – kierownikiem szkoły w Wiązownicy Kolonii zostaje Zdzisław Kwiecień[72].
- 1975 – miejscowość administracyjnie należy do województwa tarnobrzeskiego[8].
- 1988 – konserwacja stropu i polichromii kościoła parafialnego.
- 1988 – dyrektorem szkoły wiązownickiej zostaje Maria Swatek.
- 1997 – wybudowano nowy dom parafialny poświęcony przez ks. bp. Mariana Zimałka.
- 1997 – właścicielem pałacu Dzięki zostaje Aleksander Pietrow.
- 1998 – miejscowość Wiązownica Kolonia znajduje się w województwie świętokrzyskim, powiecie staszowskim.
- 2003 – oddano do ruchu drogę asfaltową łączącą Wiązownicę Kolonię z Bukową przez Zamłynie.
- 2004 – modernizacja i remont szkoły filialnej w Wiązownicy Kolonii.
- 2005 – 31 marca wpisano do rejestru zabytków kościół parafialny, zespół pałacowo-parkowy Dzięki i cmentarz stary w Wiązownicy Małej.
- 2007 – remont dachu nad zakrystią i skarbczykiem – pokrycie miedzianą blachą.
- 2008 – oddanie do ruchu drogi asfaltowej przez przysiółek Browary.
- 2009 – 20 lutego Rada Miejska w Staszowie podjęła uchwałę o likwidacji filialnej szkoły podstawowej w Wiązownicy Kolonii.
- 2009 – wrzesień – zabezpieczenie okien witrażowych kościoła przez montaż okien osłonowych.
- 2010 – czerwiec – wydano „Inwentarz rękopisów” autorstwa prof. F. Kiryka. z którego wynika że w zbiorach Archiwum Kapitulnego i Katedralnego znajdują się dokumenty dotyczące parafii Wiązownica.
- 2010 – Odwodnienie budynku kościoła.
- 2012 – podczas uroczystości odpustowych ks. bp. E. Frankowski dokonał poświęcenia pomnika bł. Jana Pawła II ufundowanego przez rodzinę Zbigniewa i Jolanty Bąk.

## Zabytki

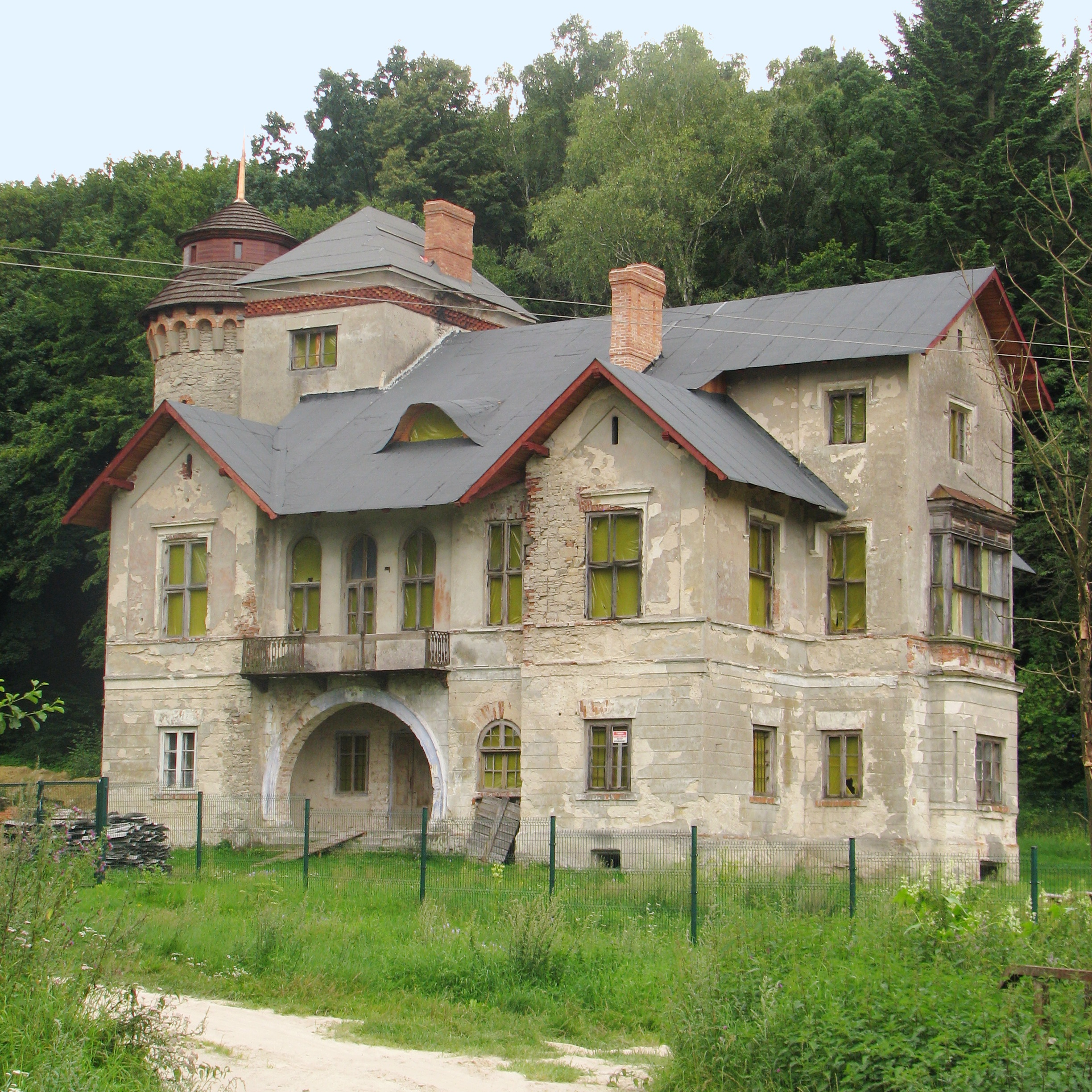
Pałac „Dzięki” w czasie renowacji w 2011 r.

- Późnoklasycystyczny kościół pw. św. Michała Archanioła z 1844 r. Wzniesiony na terenie osady Dzięki w zastępstwie kościoła drewnianego z 2. poł XV w. z Małej Wiązownicy, który spłonął w 1820 r. W 1916 r. świątynia została rozbudowana, powstały dwie kaplice boczne (św. Barbary i św. Michała Archanioła) i prezbiterium. W latach 1988–1990 kościół został odrestaurowany.
- "Pałac Dzięki" – Eklektyczny z dominującym stylem neogotyckim pałacyk z 1844 r. zaprojektowany najprawdopodobniej przez Adama Idźkowskiego, wybudowany na terenie osady Dzięki, skąd często nazywany jest Dzięki. Ma powierzchnię 800 m² i 26 pomieszczeń i był wiejską rezydencją senatora Wasilija Pogodina. Półokrągłe wejście i okrągła klatka schodowa w kształcie baszty nawiązują do budowli wschodnich. W jednym z wejść zachowały się drzwi z XIX w. z herbem pierwszych właścicieli. Obok znajdują się stajnia z wozownią, dom dla służby i lodownia, a na sąsiednim wzgórzu dom ogrodnika. W sąsiedztwie pałacu rośnie 500-letni dąb szypułkowy – pomnik przyrody.

## Literatura
1. Kaczmarek Leon (red. nauk. zeszytu), Taszycki Witold (red. nauk. wyd.): Urzędowe Nazwy miejscowości i obiektów fizjograficznych. 33. Powiat staszowski województwo kieleckie. Komisja ustalania nazw miejscowości i obiektów fizjograficznych (do użytku służbowego). Z: 33. Warszawa: Urząd Rady Ministrów. Biuro do Spraw Prezydiów Rad Narodowych, 1970. Brak numerów stron w książce